# Инкубатор

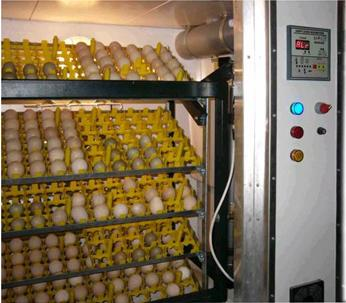
Промышленный инкубатор

Инкубатор (от лат. incubare, здесь — высиживаю птенцов) — аппарат для искусственного вывода молодняка сельскохозяйственной птицы из яиц.
Простейшие инкубаторы обычно представляют собой специальные помещения, утеплённые бочки, печи и др. — ещё с древних времён были распространены в южных странах. Более 3000 лет назад в Древнем Египте уже строили инкубаторы для цыплят. Чтобы обогреть инкубатор, на плоской крыше сжигалась солома, а индикатором температурного режима служила особая смесь, находившаяся в жидком состоянии при строго заданной температуре. В странах Европы и США инкубаторы различных типов и конструкций появились в XIX веке. В начале XIX века инкубаторы в России не были распространены. Массовое, промышленное изготовление инкубаторов в СССР началось в 1928 году. До 1941 года птицеводческие хозяйства оснащались инкубаторами марок «Украинский гигант», «Коммунар», «Спартак» и другими. Их ёмкость составляла от 16 до 24 тысяч яиц.
Инкубаторы, использовавшиеся в СССР в 1970-е годы были «кабинетные» и «шкафные», последние были более известны. Эти инкубаторы — сложные устройства, где поддержание необходимой температуры и влажности воздуха, воздухообмен и поворачивание яиц, то есть весь процесс инкубации, происходит автоматически. Надёжный инкубационный режим даёт возможность довести вывод птенцов в инкубаторах до 95 %.
Домашний инкубатор можно изготовить самостоятельно, из подручных материалов (пенопласт, фанера). В качестве основы для инкубатора можно использовать старый двухкамерный холодильник. Теплопроводность материалов для инкубатора должна быть низкой, для повышения КПД.
Инкубаторы могут работать независимо от времени года, при этом птенцы никак не отличаются от тех, которые были выведены естественным путём. Экономическая целесообразность применения инкубаторов заключается в том, что при его применении птицы продолжают нести яйца, в то время как при высиживании яиц птицы не несут новые.
В 1971 году суммарная ёмкость действующих в СССР инкубаторов была свыше 1,7 млрд яиц.

## Типы инкубаторов
Существуют различные типы инкубаторов в зависимости от их применения:
- Настольные инкубаторы:
  - Часто встречаются в лабораториях.
  - Особенности: контроль температуры (от комнатной до 100°C), стеклянные двери, сигнализация и дисплеи для отображения времени и температуры.
  - Преимущества: компактные, универсальные, простые в использовании, энергоэффективные.
  - Недостатки: ограниченная вместимость и диапазон температур, отсутствие продвинутых функций.[2]
- Шейкерные инкубаторы:
  - Оснащены шейкером для постоянного встряхивания среды, что обеспечивает надлежащее аэрирование и равномерное распределение тепла.
  - Преимущества: контролируемая среда, полезное встряхивание, широкий диапазон температур, компактные, простые в использовании.
  - Недостатки: ограниченный диапазон температур, высокая стоимость, зависимость от стабильного электроснабжения.[3]
- CO2 инкубаторы:
  - Автоматически контролируют уровень CO2 и влажность.
  - Идеальны для микробов, которые требуют среды с низким содержанием кислорода.
  - Преимущества: контролируемая среда, широкий диапазон температур, контроль уровня CO2, энергоэффективные, компактные.
  - Недостатки: ограниченный диапазон температур, высокая стоимость, необходимость стабильного электроснабжения и тщательного обслуживания.[4]
- Охлаждающие инкубаторы:
  - Известны как инкубаторы с охлаждением, оснащены функциями нагрева и охлаждения.
  - Используются для инкубации среды при температуре ниже комнатной.
  - Преимущества: контролируемая низкая температура, широкий диапазон температур, энергоэффективные, компактные, простые в использовании.
  - Недостатки: ограниченный диапазон высоких температур, высокая стоимость, необходимость стабильного электроснабжения и тщательного обслуживания.[5]
- Инкубаторы БПК (биологическая потребность в кислороде):
  - Используются для выращивания дрожжей и плесени.
  - Работают в диапазоне температур 20-25°C.[6]
- Портативные инкубаторы:
  - Легкие и мобильные, используются в различных условиях, включая полевые работы.
  - Виды: инкубаторы для культивирования клеток, микробов, растений и яиц.
  - Преимущества: мобильные, компактные, универсальные, энергоэффективные.
  - Недостатки: ограниченная вместимость и диапазон температур, меньше продвинутых функций.[7]
- Другие типы инкубаторов:
  - Рефрижераторные инкубаторы: поддерживают температуру ниже нуля.
  - Влажностные инкубаторы: контролируют уровень влажности.
  - Криогенные инкубаторы: поддерживают очень низкие температуры для хранения и транспортировки.
  - Инвертированные инкубаторы: позволяют работать с образцами под микроскопом.
  - Инкубаторы для яиц: обеспечивают контролируемую среду для развития эмбрионов.
  - Инкубаторы для роста растений: используются для выращивания и поддержания растений в контролируемых условиях.[8]